# Llonganissa de Vic
La llonganissa de Vic és un embotit elaborat farcint un budell llarg i prim amb carn magra de porc picada i adobada amb pebre i altres espècies. Es conserva crua i es deixa assecar durant un període mantenint-la penjada d'un cap. Està reconeguda amb el segell de qualitat europeu d'Indicació geogràfica protegida des del 2001.

## Història

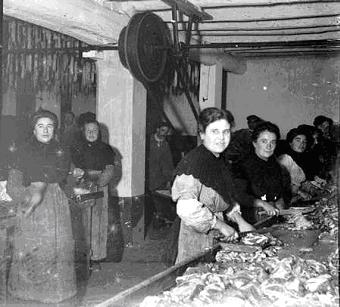
Antic procés de fabricació.

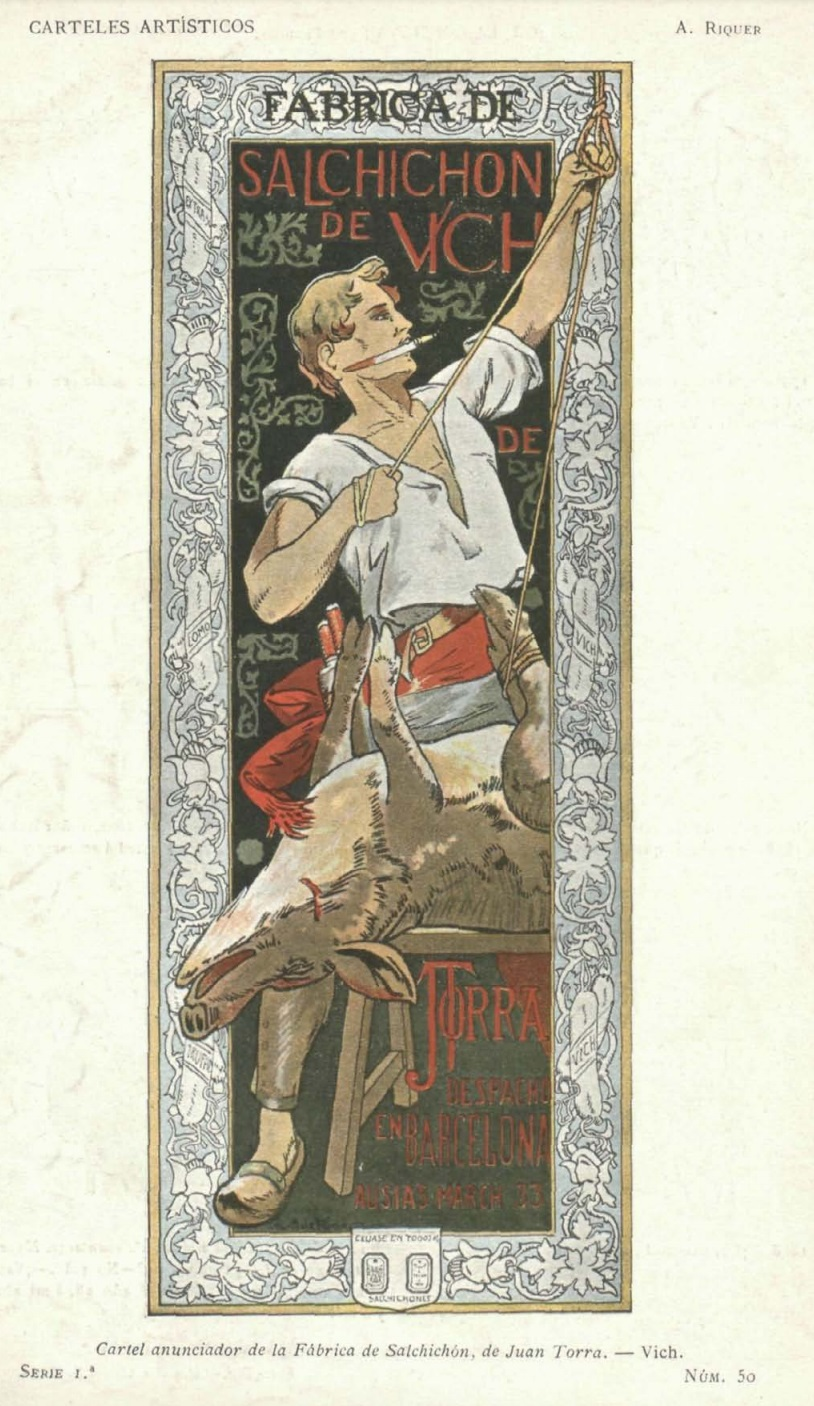
Cartell anunciador de la fàbrica de salchichón de Juan Torra a Vic, per A. Riquer.

La llonganissa de Vic s'esmenta per primera vegada en un document del segle xiv que es troba a l'Arxiu Episcopal de Vic.
La seva fama es va estendre pertot arreu al final del segle xix. Alfons XII, Rei d'Espanya, quan visitava la ciutat complia escrupolosament amb tres preceptes: l'un era visitar el bisbe, l'altre anar a la catedral, i l'altre, visitar la fàbrica de les llonganisses. La fórmula per a aquesta elaboració es fa imitant la manera dels pagesos de la Plana de Vic que des de temps remots picaven les millors carns de la matança del porc i un cop adobada la penjaven a assecar al rebost.

## Procés d'elaboració
Actualment, es fabrica amb carn de les millors parts del porc, els pernils mancats de greixos, trinxats amb cansalada i condimentades només amb sal i pebre negre. Per a l'elaboració d'aquest producte només s'utilitzen carns magres seleccionades expressament per fer la llonganissa. Un cop capolada la carn, es pasta i se sotmet a maceració durant un període no inferior a 48 hores en una cambra frigorífica. Un cop finalitzada la maceració, es deixa reposar uns dies i s'emboteix en tripes naturals de diferents diàmetres.
Dins la gran varietat de tripes que hi ha, la cular és segurament la millor. Per tant, la llonganissa "culara", aquella que està embotida amb la tripa cular, és la més recomanada.
La part més delicada del procés és l'assecatge, que és completament natural, com el sistema tradicional diu. L'assecatge ha de durar un mínim de 45 dies. És durant l'assecatge que l'embotit adquireix els trets distintius. La Plana té unes condicions ambientals i climàtiques que donen al producte final, la llonganissa de Vic, una aroma i un sabor característics.

## Indicació Geogràfica Protegida

Logotip IGP Llonganissa de Vic

La llonganissa de Vic s'elabora en empreses dels municipis de la Plana de Vic i de la resta de la comarca d'Osona. Aquests municipis estan inscrits en el registre del Consell Regulador de la IGP (Indicació Geogràfica Protegida). Això assegura que el producte tingui la marca de qualitat que en garanteix la procedència i el compliment dels requisits establerts en el procés productiu.
La zona d'elaboració de la llonganissa és la Plana de Vic i la resta de la comarca d'Osona, que inclou els municipis següents: Aiguafreda, Balenyà, el Brull, Calldetenes, Centelles, Folgueroles, Gurb, ⁣Malla, Manlleu, les Masies de Roda, les Masies de Voltregà, ⁣Muntanyola, ⁣Orís, Roda de Ter, Sant Hipòlit de Voltregà, Sant Julià de Vilatorta, Sant Martí de Centelles, Sant Pere de Torelló, Sant Vicenç de Torelló, ⁣Santa Cecília de Voltregà, Santa Eugènia de Berga, Santa Eulàlia de Riuprimer, Seva, Taradell, Tavèrnoles, Tona, Torelló i Vic.
Les empreses inscrites a la Indicació Geogràfica Protegida Llonganissa de Vic a data 12-02-2025 són: Embotits Solà, Casa Riera Ordeix, Embotits Artesans Can Duran, Embotits Salgot, Sucesores de J. Pont, Embotits Casolans Ca La Glòria (marca Casa Oms) i Embotits La Gleva.

## Característiques
La llonganissa de Vic té una forma cilíndrica, encara que no sempre és perfecta, ja que el procés d'elaboració és completament artesanal, amb un diàmetre entre 35 i 60 mil·límetres i un pes que pot oscil·lar entre 300 i 2.500 grams. Aquestes mides són com a norma general, però sempre hi pot haver una llonganissa amb pes i diàmetre diferents.
Aquest producte, quan es talla, presenta un color vermellós amb la cansalada visible a daus i el pebre negre en gra. El color exterior és blanquinós a causa de la flora externa pròpia.
Les llonganisses amb indicació geogràfica han de dur una etiqueta, en la qual figura el nom "Llonganissa de Vic. Indicació Geogràfica Protegida" i el logotip, a més de les dades, que amb caràcter general exigeix la normativa.

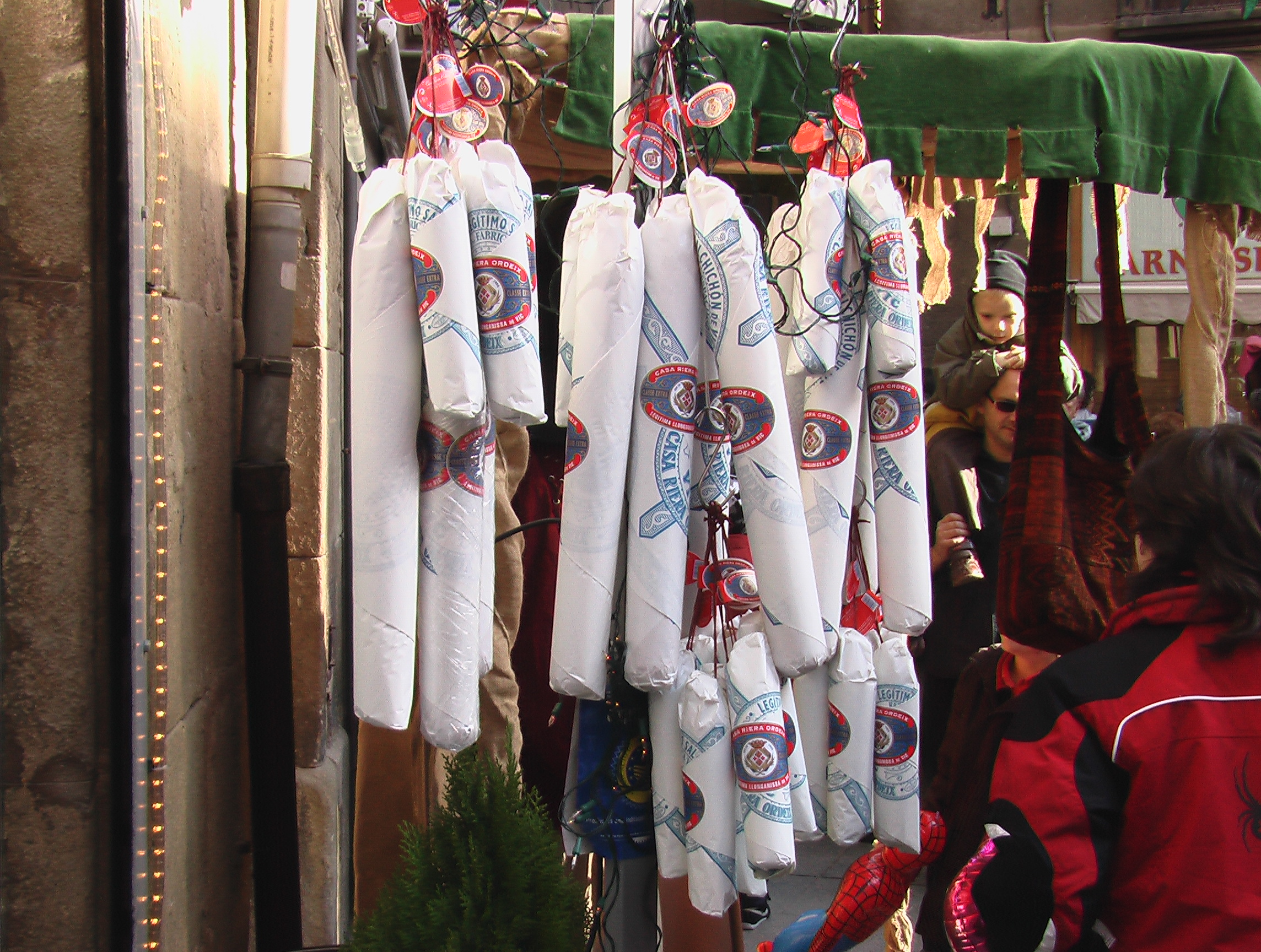
Llonganissa de Vic
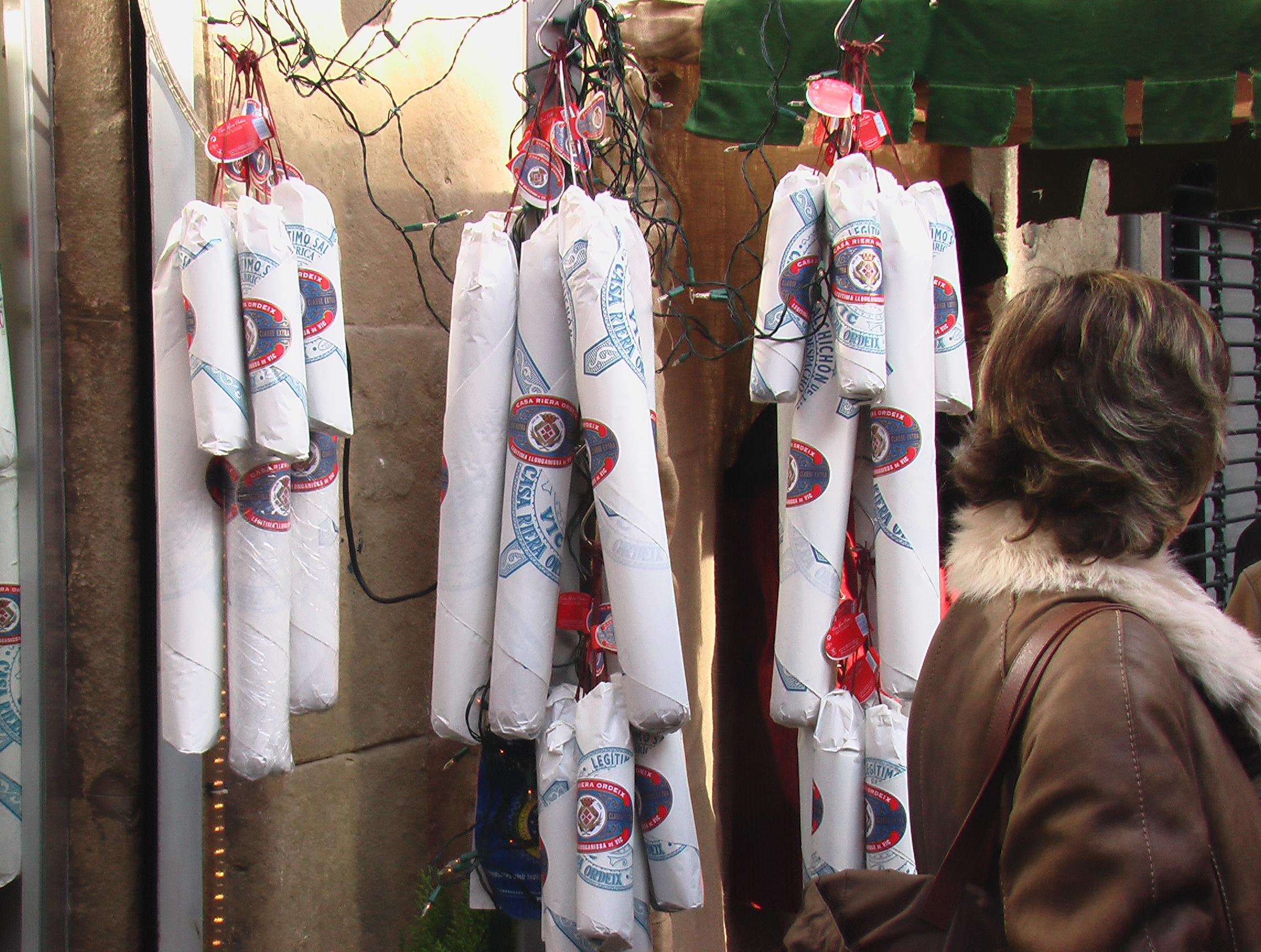
Llonganissa de Vic

## Legislació
- El reglament de la CEE: 2081/92 del 14 de juliol estableix la normativa aplicable a la protecció de les denominacions d'origen protegides i a les indicacions geogràfiques protegides.

- El decret 41/1998 del 3 de març estableix les normes per a l'adequació de les denominacions de qualitat a aquesta normativa comunitària.

- En el Diari oficial de la Generalitat de Catalunya núm. 3154 del 5-6-2000 hi consta l'ordre del departament d'agricultura, ramaderia i pesca, on s'aprova la indicació geogràfica protegida i el seu reglament.

- El producte llonganissa de Vic està inscrit en el registre Comunitari previst en el Reglament CE núm. 2601/2001.